# Trichomycterus maracaya
Trichomycterus maracaya är en fiskart som beskrevs av Bockmann och Sazima 2004. Trichomycterus maracaya ingår i släktet Trichomycterus och familjen Trichomycteridae. Inga underarter finns listade i Catalogue of Life.